# 初恋 (太田裕美の曲)
「初恋」（はつこい）は、太田裕美が2009年の4月に発売したシングルである。

## 解説
- NHK『ラジオ深夜便』の「深夜便のうた」タイアップソングになった[1]。

## 収録曲
1. 初恋
  - 作詞:太田裕美／作曲:伊勢正三／編曲:佐藤準
2. Hope
  - 作詞・作曲:太田裕美／編曲:佐藤準
3. 初恋（カラオケ）
  - 作曲:伊勢正三／編曲:佐藤準
4. Hope（カラオケ）
  - 作曲:太田裕美／編曲:佐藤準